# Sanae Agalmam
Sanae Agalmam, née le 15 novembre 1997 à Tanger, est une karatéka marocaine.

## Carrière
Sanae Agalmam est plusieurs fois championne du Maroc en kata individuel ainsi qu'en kumite.
Médaillée d’or au championnat d'Afrique 2013 de la catégorie cadette en kata individuel à Tunis, elle remporte dans la même saison deux médailles au championnat méditerranéen dans la catégorie cadette en kata individuel et en kumité à la capitale de Chypre.
Elle a remporté deux médailles aux Jeux africains de la jeunesse de 2014 à Gaborone. En 2015, elle est médaillée d’argent au championnat méditerranéen de la catégorie junior en kata individuel.
Médaillé de bronze des moins de 21 ans aux Championnats du monde 2017 et médaillée d'or à l'Open international de Palma Del Rio, Sanae Agalmam est élue meilleure sportive marocaine de l'année 2017 par la Société nationale de radiodiffusion et de télévision.
Elle est médaillée d'argent du kata individuel aux Championnats d'Afrique de karaté 2018 à Kigali.
Elle remporte la médaille d'or en kata individuel ainsi qu'en kata par équipe lors des Championnats d'Afrique de karaté 2019 à Gaborone, lors des Jeux africains de plage de 2019 à Sal et lors des Jeux africains de 2019 à Rabat.
Sanae est élue vice meilleure sportive marocaine de l’année 2019 par la Société nationale de radiodiffusion et de la Société nationale de la radiodiffusion et de la télévision.
En 2020, elle a remporté la médaille du bronze en kata individuel dans un tournoi international de Serie A à Santiago.
Elle a remporté aussi une médaille d’argent au championnat méditerranéen 2022 à Nicosie.
Elle est médaillée d'or en kata par équipe aux Jeux de la solidarité islamique de 2021 à Konya et médaillée d'argent en kata par équipe aux Championnats d'Afrique de karaté 2022 à Durban.
Elle remporte la médaille d'or en kata par équipes aux Jeux africains de plage de 2023 à Hammamet ainsi qu'aux Jeux panarabes de 2023 à Alger et aux championnats d'Afrique 2023 à Casablanca.
Elle est médaillée de bronze en kata individuel aux Jeux méditerranéens de plage de 2023 à Héraklion ; il s'agit de la première médaille du Maroc dans une édition des Jeux méditerranéens de plage, tous sports confondus.
En mars 2024, elle est médaillée d'argent en kata par équipes aux Jeux africains à Accra.
Aux championnats d'Afrique 2025 à Abuja, elle est médaillée d'or en kata par équipes.

## formation
En 2015, Sanae Agalmam a obtenu son baccalauréat avec mention bien en sciences physiques, puis elle a poursuivi ses études universitaires à l'Institut Royal de Formation des Cadres de la Jeunesse et des Sports à Salé.